# La Clef (film, 1983)
Pour les articles homonymes, voir La Clef.
Pour plus de détails, voir Fiche technique et Distribution.
La Clef (La chiave) est un film érotique italien réalisé par Tinto Brass, sorti en 1983.

## Synopsis
En 1940, à Venise, alors que l'Italie fasciste s’apprête à entrer en guerre, Nino, un homme déclinant et libertin, tient le journal de ses frustrations et de ses fantasmes avec le désir inavoué que Teresa, sa très belle épouse, le lise. Laszlo, son futur gendre, est photographe. Nino obtient sa complicité en lui demandant de développer des photos de sa femme en tenue suggestive. Laszlo accepte mais fait en sorte que Lisa, sa fiancée, fasciste convaincue, les trouve. Lisa adopte ensuite une attitude ambiguë car, après avoir vertement reproché son inconduite à sa mère, elle fait en sorte de la rapprocher de Laszlo afin qu'une liaison se concrétise. Teresa se met alors à son tour à rédiger un journal qui répond à celui de son mari.

## Fiche technique
- Titre : La Clef
- Titre original : La chiave
- Réalisation : Tinto Brass

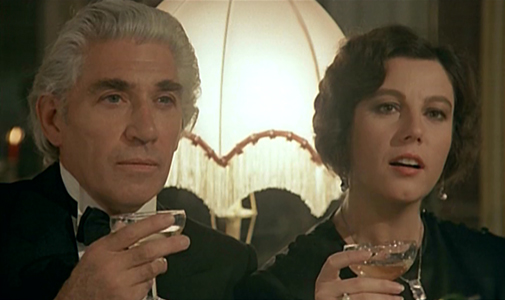
Frank Finlay et Stefania Sandrelli.

- Scénario : Paolo Biagetti, d'après le roman La Clef de Jun'ichirō Tanizaki
- Production : Giovanni Bertolucci
- Société de production : San Francisco Film
- Directeur de production : Massimo Ferrero
- Photographie : Silvano Ippoliti
- Montage : Tinto Brass
- Musique : Ennio Morricone
- Décors : Paolo Biagetti
- Costumes : Vera Cozzolino et Jost Jakob
- Pays d'origine : Italie
- Format : Couleur
- Genre : Drame, historique et érotique
- Durée : 92 minutes
- Date de sortie : 1983

## Distribution
- Stefania Sandrelli : Teresa Rolfe
- Frank Finlay : Nino Rolfe
- Franco Branciaroli : Laszlo Apony
- Barbara Cupisti : Lisa Rolfe
- Maria Grazia Bon : Giulietta
- Gino Cavalieri : Don Rusetto

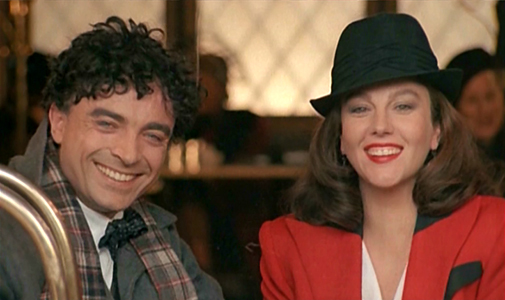
Franco Branciaroli et Stefania Sandrelli.

- Piero Bortoluzzi : Memo Longobardi
- Irma Veithen : L'infirmière
- Milly Corinaldi : Giustina
- Giovanni Michelagnoli : le docteur Fano

## Autour du film
Au début du film, alors que Teresa se soulage dans une ruelle, Nino cite les vers d'un sonnet érotique de Mafio Venier, un poète vénitien du XVIe siècle.